# گوموشچو (سالیان)
گوموش‌چو (به ترکی آذربایجانی: Gomuşçu) یک منطقه مسکونی در جمهوری آذربایجان است که در شهرستان سالیان و بخش قره‌باغلی و در دهیاری تازه‌کند واقع شده‌است.
این روستا در کناره رود کُر در دشت شیروان قرار دارد. پژوهندگان نام آن را با نام یکی از قبایل شاهسون در پیوند دانسته‌اند.

## ریشه واژه
نام گوموش‌چو به معنی نقره‌ای است.